# Lennart Christoffersson
Nils Lennart Christoffersson, född 15 juni 1914 i Stockholm, död 8 maj 2004 i Linköping, var en svensk civiljägmästare och skogsdirektör.

## Biografi
Christoffersson var son till distriktslantmätaren C E Christoffersson och Linnea, född Sandberg. Han tog studentexamen 1935, studerade vid Skogshögskolan 1941 och reservofficersexamen 1942 samt var kapten vid Livgrenadjärregementets (I 4) reserv. Christoffersson var aspirant vid domänverket 1941-1942, skogschefsassistent vid Holmens bruks och fabrik AB 1942-1945 och biträdande skogschef där 1947-1951 Han var anställd vid revirförvaltningen vid Fiskeby AB 1945-1946, var skogschef vid Boxholms AB 1952-1955, AB Klippans finpappersbruk 1955-1963, Uddeholms AB 1963 och var skogsdirektör där 1966. Christoffersson blev administrativ direktör och vice VD 1971 och var ställföreträdande för VD:n 1976-1979. Han var VD för Christoffersson Consulting 1979-1987 och VD för Klarinvest AB 1985-1990.
Han satt i förhandlingsdelegationen vid Svenska lantarbetsgivarföreningen 1951-1962, var styrelsesuppleant, ledamot, vice ordförande där 1961-1962, styrelseledamot i Mellan- och Sydsvenska skogsbrukets arbetsstudier 1950-1962, ledamot i skogsvårdsstyrelsen i Kronobergs län 1960-1963, styrelseledamot i Skogsbr arb :giv från 1963 och ordförande i dess 7:e distrikt från 1963. Christoffersson var styrelseledamot i Sveriges skogsarbetsstudier från 1963, vice ordförande i Värmlands skogsarbetsstudier från 1963, styrelseledamot i AB Klafreströms skogar från 1961, Riddarhytte AB från 1963 med mera. Han var kommunfullmäktige i Lessebo 1957-1963, ledamot i kommunnämnden 1959-1963 med flera kommunala uppdrag.
Christoffersson var styrelseledamot i Skogsstyrelsen 1971-1979, Billerud Uddeholm AB 1978-1983, LKAB 1979-1984, Berol kemi AB 1979-1984, Beroxo AB 1979-1984, Östbergs fabrik AB 1979-1984, Bruun System AB 1979-1984 och i Samhällsföretag Värmland 1979-1984. Han var förste vice ordförande i handelskammaren i Karlstad 1965-79, ordförande i stiftelsen Elektronik och data i Värmland (EDV) 1984-1989 samt ordförande i Elajo mekanik AB 1986-1990.
Han var medlem av Rotary International och Stångebroklubben i Linköping. Christoffersson blev ledamot av Kungliga Skogs- och Lantbruksakademien 1968 och skrev artiklar i facktidskrifter. Christoffersson avled 2004 och gravsattes på Linköpings västra griftegård.
Christoffersson gifte sig 1944 med Elisabeth Kugelberg (1919–2011), dotter till disponenten Vilhelm Kugelberg och Hanne-Marie Berndes.